# تیانا بنجامین
تیانا بنجامین (انگلیسی: Tiana Benjamin؛ زادهٔ ۵ اکتبر ۱۹۸۴) یک هنرپیشه اهل بریتانیا است. وی از سال ۲۰۰۴ میلادی تاکنون مشغول فعالیت بوده‌است.
از فیلم‌ها یا برنامه‌های تلویزیونی که وی در آن نقش داشته است می‌توان به دختران سریع و هری پاتر و جام آتش اشاره کرد.